# Jean-Marie Joseph Deville
Pour les articles homonymes, voir Deville.
Jean-Marie Joseph Deville, né à Tarbes le 3 février 1787 et mort dans cette même ville le 19 mai 1853, est un homme politique français.

## Biographie

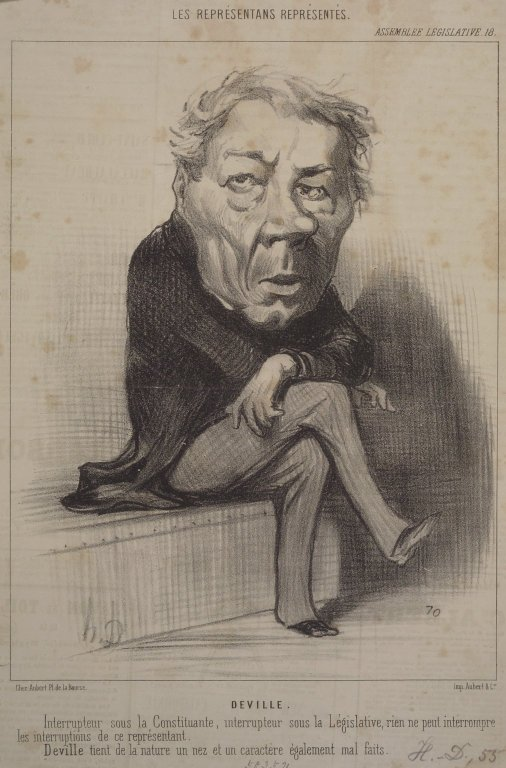
Caricature par Honoré Daumier.

Enrôlé volontaire en 1803, Deville prit part aux guerres napoléoniennes dans l'infanterie et devint capitaine de grenadiers. Revenu à la vie civile sous la Restauration, il étudia le droit à Paris avant de s'inscrire au barreau de Tarbes et d'acheter une étude de notaire dans sa ville natale. En 1816, il y écrivit un pamphlet, diffusé sous le manteau, intitulé L'Orgue de Saint-Sever. Cette brochure critiquait le préfet des Hautes-Pyrénées, Milon de Mesne, qui avait envoyé la troupe à Saint-Sever-de-Rustan pour prendre l'orgue de l'église de cette commune (orgue issu de l'abbaye de Saint-Sever-de-Rustan). En 1818, il publia à Tarbes des Annales de la Bigorre.
En 1830, il devint commandant de la garde nationale de Tarbes mais son bataillon fut dissous après 1833 en raison de ses tendances politiques républicaines.
En avril 1848, Deville fut élu représentant du peuple (député) des Hautes-Pyrénées à l'Assemblée nationale constituante. Il fut réélu à l'Assemblée nationale législative en 1849.

Siégeant à l'extrême-gauche, il vota notamment pour le bannissement de la famille d'Orléans, contre la loi sur les attroupements et le décret sur les clubs, contre les poursuites engagées contre Louis Blanc et Caussidière après la manifestation du 15 mai 1848 et le renvoi des accusés devant la haute cour, contre le rétablissement de la contrainte par corps, pour l'abolition de la peine de mort, pour l'impôt progressif, contre la proposition Duvergier de Hauranne sur les deux chambres, pour l'incompatibilité des fonctions, pour l'amendement Grévy sur la présidence, pour le droit au travail, contre l'ordre du jour en faveur du général Cavaignac, contre l'expédition de Rome, pour la suppression de l'impôt sur le sel, pour l'amnistie générale des condamnés politiques, pour la mise en accusation du président et de ses ministres, pour l'abolition de l'impôt sur les boissons.

En octobre 1848, il proposa avec succès un amendement à la Constitution visant à interdire le remplacement militaire (autorisé depuis la loi Gouvion-Saint-Cyr de 1818).

Ayant pris part, avec ses collègues de la Montagne, à la journée du 13 juin 1849, il fut arrêté et condamné par la haute cour de justice de Versailles à la déportation à Belle-Île-en-Mer. Libéré pour raison de santé, il mourut en 1853.
Ses fils, Louis-Joseph Deville (1817-1867), notaire, avocat et historien local, Émile Charles-Joseph Deville (1818-?), notaire, et le docteur Amédée Deville, poursuivirent l'engagement politique paternel, le second en devenant maire de Tarbes en 1870 et le troisième en s'opposant au coup d'État du 2 décembre 1851. Son petit-fils, Gabriel Deville (1854-1940), fils d'Émile, fut député socialiste de la Seine (1896-1898, 1903-1906).

## Postérité
- Une rue de Tarbes porte son nom.
- Il repose au cimetière Saint-Jean de Tarbes.